# Нижняя Иреть (село)
Нижняя Иреть — село в Черемховском районе Иркутской области России. Административный центр Нижнеиретского муниципального образования.

## География
Село находится на расстоянии примерно 43 км к юго-западу от города Черемхово, административного центра района.

## Население
| 2002 | 2010 | 2011 | 2012 |
| ---- | ---- | ---- | ---- |
| 780  | ↗805 | ↘803 | ↗811 |

## Известные уроженцы
- Амвросов, Иван Прокопьевич (1910—1945) — советский военный деятель, полковник, Герой Советского Союза.
- Сгибнев, Григорий Иванович (1920—1982) — советский военнослужащий, сержант, Герой Советского Союза.